# Sandarnakulturen
Sandarnakulturen är en västsvensk arkeologisk kultur som uppkallats efter en fyndplats i närheten av bostadsområdet Sandarna i Göteborg. Sandarnakulturen är en stenålderskultur som beräknas ha existerat mellan 8400 och 6000 år f.Kr.
Ledartefakter för kulturen är bland annat hackor med skafthål, sandarnayxor, kärnyxor, skivyxor, hullingspetsar, lancettmikroliter, sticklar, runda skrapor, koniska spånkärnor och små smala spån med stora plattformar. Hullingspetsar anses vara en ledartefakt för kulturen trots att de inte är särskilt vanliga. De förekommer främst i den äldre fasen av Sandarnakulturen men förekommer dock även senare.
På fyndplatserna för Sandarnakulturen har påträffats rester efter såväl landdjur som havsdjur. På en boplats vid Balltorp har man påträffat vildsvin, uroxe, kronhjort och rådjur medan andra lokaler uppvisar fynd av sjöfågel, fisk, säl, tumlare och vitnosig delfin.